# Russe

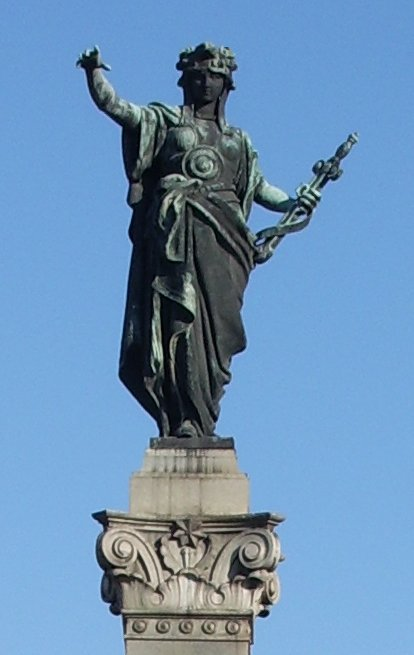
Monument a la llibertat.

Russe o Ruse (transliteració oficial); en búlgar: Русе, pronunciat [ˈrusɛ], antic otomà Rusčuk, turc Rusçuk) és una ciutat de Bulgària, situada a la riba del Danubi i enfront de la ciutat romanesa de Giurgiu. La seva població aproximada és de 178.000 habitants, cosa que la converteix en la cinquena més poblada del país i en el seu principal port.

## Història

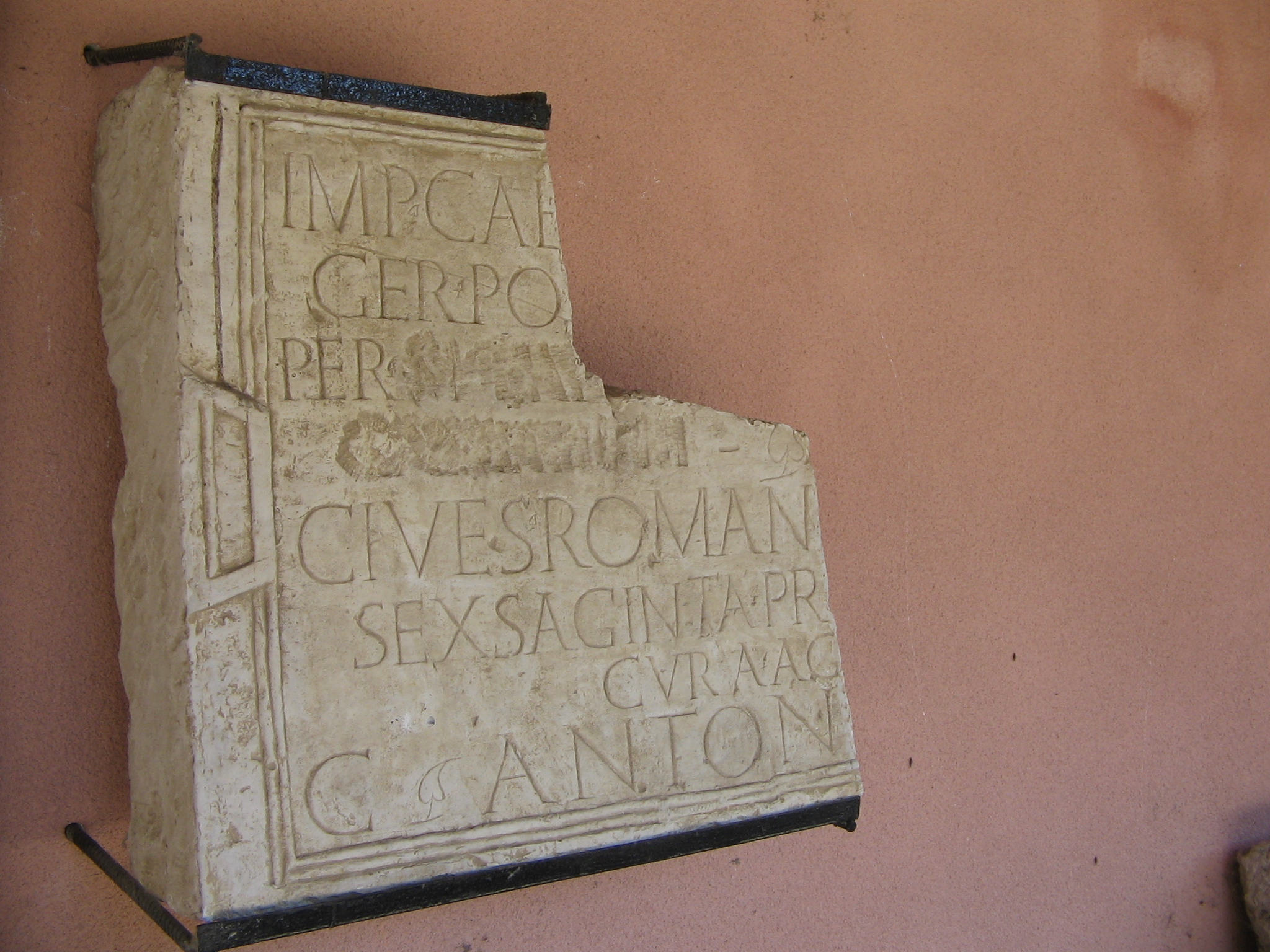
Inscripció provinent de la fortalesa de Sexaginta Prista

La ciutat va sorgir com a assentament neolític des del III fins al II mil·lenni aC, quan es desenvoluparen la ceràmica, pesca, agricultura, i cacera. Les excavacions mostren unes quantes capes, suggerint que el lloc era atacat per tribus veïnes i patia un cert nombre de catàstrofes naturals. En els santuaris antics propers del lloc, els ídols d'una dona embarassada, una deessa de fertilitat, eren predominants. El posterior assentament dels tracis es convertí en una ciutat romana que l'emperador Octavi August va ordenar construir, i en un centre militar i naval romà durant el regnat de Vespasià (69-70) com a part del sistema de fortificacions al llarg del límit del nord de Moesia. El seu nom, Sexaginta Prista, suggereix un significat d'"una ciutat de 60 vaixells" (un tipus especial de vaixell de guarda), basat en els 60 suposats amarradors pròxims. La fortalesa estava situada a la carretera principal entre Singidúnum (Belgrad modern) i el Delta del Danubi. Una inscripció del regnat de Dioclecià demostra que la ciutat fou reconstruïa com un praesidium (un fortificació gran) després que fos destruïda pels gots el 250. La destrucció final fou feta al sisè segle pels àvars i eslaus. L'historiador hongarès Philipp Kanitz fou el primer per identificar Sexaginta Prista amb Ruse, però els germans Škorpil demostraren més tard l'enllaç a través d'inscripcions que estudiaren, de monedes, de tombes, i objectes de vida diària.
Als segles xiii i xiv, durant el temps del Segon Imperi Búlgar, un assentament fortificat anomenat Rusi (també Golyamo Yorgovo; en búlgar Голямо Йоргово), és esmentat per primer cop el 1380, sorgit prop de les ruïnes de la ciutat romana. Fou llavors quan es va construir la muralla que encara es conserva en l'actualitat. Més tard reforçava la seva posició com a centre de comerç important amb les terres al costat oposat del Danubi, fins que fou conquerida pels otomans el 1388. Els erudits suggereixen que la ciutat agafà el seu nom actual de la fortalesa de Červen o Cherven (búlgar Чѐрвен o червѐн que vol dir roig) a través de l'arrel rous, que és present en moltes llengües eslaves i és un cognat del francès coloret i llatí rusos. Červen estava a uns 25 km.
La ciutat s'esmenta amb el seu nom búlgar al tractat entre l'Imperi Otomà i Hongria el 20 d'agost de 1503 i altre cop l'1 d'abril de 1519. El 14 de juny de 1576 la va visitar el francès Pierre Lescalopier. El 1584 apareix també amb nom búlgar a la carta de Mercator. El 1595 un exèrcit búlgar-valac dirigit per Miquel el Valent va atacar la ciutat que va quedar destruïda però en els anys següents fou reconstruïda. Els otomans l'anomenaven Rusčuk (grafia moderna Rusçuk) que vol dir "poc roig". El 1640 tenia 15.000 habitants i 10 mesquites. Evliya Çelebi la va visitar i esmenta la qualitat de les seves prunes. La república de Ragusa hi va tenir una factoria del 1673 al 1755. El 1773 fou assetjada pels russos. El 1791 va morir el gran visir Çelebizade Şerif Hasan Pasha que era nadiu de la ciutat. El 1809 després de la deposició de Selim III els oficials del nizam-i djedid es van reagrupar a l'entron de Bayrakdar Mustafà Paixà i van desfermar la contrarevolució que va deposar Mustafà IV. El 4 de juliol de 1811, durant la Guerra russo-turca fou teatre de la gran batalla de Rusçuk amb derrota del gran visir Laz Aziz Ahmed Paixà a mans del general rus Mikhaïl Kutúzov. En aquest temps formava un sandjak però vers 1840 fou seu d'un pàixà quan les terres búlgares del Danubi van ser dividides en tres pashaliks: Rusçuk, Vidin i Silistra.
Més tard fou considerada una de les ciutats otomanes més importants al Danubi i un centre administratiu del nou vilayat de Tuna (nom turc del Danubi), creat el 1864, que s'estenia des de  Varna i Tulcea fins a Sofia i Nish. Midhat Pasha fou el primer governador i mercès a ell es va occidentalitzar. Fou un centre de celebració de festes, pel que se la va conèixer com "l'altra Viena".
A Rusçuk va aparèixer el Diari "Dunav", que fou el primer publicat a Bulgària i en búlgar. Es fundaren algunes escoles búlgares. Els carrers es rebategen i es numeraren per primera vegada en terres búlgares. Es van fundar una oficina de correus, un hospital, i un asil de vells. Tres imperis es trobaven aquí per comerciar: l'Imperi Austrohongarès, Rússia, i l'Imperi britànic; França i Itàlia obriren consolats a Rusçuk. Imperceptiblement, la ciutat moderna sorgia de les ombres de l'assentament. El 1865 l'Obraztsov Chiflik fou fundat al lloc on era la granja del cònsol anglès i era la primera granja moderna al territori de l'Imperi Otomà. Ruse es convertia en un centre del Ressorgiment Nacional Búlgar i oferia la seu del Comitè Central Revolucionari Búlgar.
Durant la guerra de Crimea fou el centre d'una maniobra de diversió per amenaçar als russos de Bucarest. En la guerra Russo-turca de 1877-1878 el comandant local Kayserili Ahmed Pasha es va rendir als russos el 21 de febrer de 1878, després d'un setge.

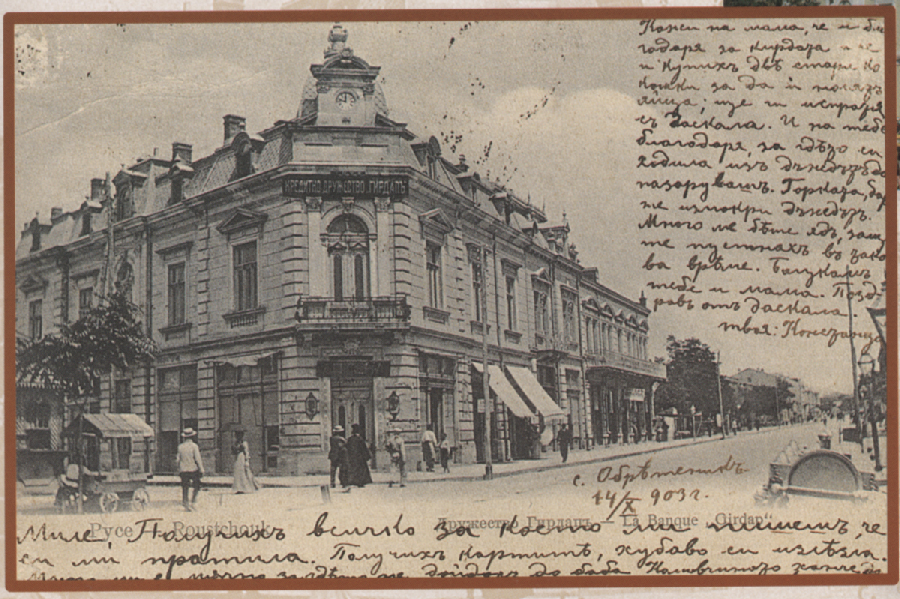
La primera banca privada a Bulgària - " Girdap "

Després d'independitzar-se de l'Imperi Otomà el 20 de febrer de 1878, va agafar el nom de Ruse i fou un dels centres culturals i econòmics clau del país i la seu del comerç búlgar. L'edificació intensiva durant el període convertia la ciutat en una població típica de l'Europa Central. També un temps i va haver un cert nombre de coses noves a Bulgària centrades a Ruse, incloent-hi la primera banca privada (girdap), companyia asseguradora, cambra de comerç, cinema, estació de tren, primera fàbrica de cervesa i estació meteorològica.
Dins la Bulgària independent de finals del segle xix Ruse era una ciutat cosmopolita amb una població multi ètnica. Segons el primer cens dirigit el 1883, Ruse tenia 26.156 habitants, sent la ciutat més gran de Bulgària. La seva composició ètnica era: 11.342 búlgars, 10.252 turcs 1.943 sefardites, 841 armenis, 476 alemanys, 291 grecs, 231 Vlacs (romanesos), 170 russos, 113 serbis i Croats, 79 Gitanos 76 hongaresos, 74 tàtars, 58 italians, 58 francesos, 32 anglesos, 19 perses, 16 polonesos, 16 txecs, i 69 persones d'altres nacionalitats.
Totes les façanes en carrers principals de Ruse tenien decoracions riques amb pedra de plàstic, d'acord amb les Regulacions per a Construccions d'Edificis Privats de 1893, emesos pel Municipi de Russe.
Després de l'abdicació d'Alexandre de Bulgària el 1886 i com a reacció a la regència de Stèfan Stambolov, un grup d'oficials russòfils es van revoltar a Ruse. L'aldarull fou aplanat violentament, i 13 dels líders foren condemnats a mort i executats prop de la ciutat, el que va provocar molt de disgust públic. Dècades més tard, el 1934, els ciutadans locals recolliren fons i construïen un monument al lloc on els oficials foren executats. El monument es va fer explotar el 1940, però fou reconstruït el 1966 a aproximadament el mateix lloc.
Entre la Primera Guerra Mundial i la II, després que Dobrudja Meridional fos cedida a Romania, la importància econòmica de la ciutat va disminuir. Així va caure la població i Ruse va deixar de ser la segona ciutat més gran (l'havia superat Plòvdiv, capital de Rumèlia Oriental) i fou superada per Sofia i  Varna. Moltes companyies grans marxaren, i tots els consolats estrangers foren tancats, amb l'excepció del rus, que ha romàs funcional de llavors ençà.
El retorn de Dobrudja del sud a Bulgària el setembre de 1940 va promoure bones condicions per a la restauració del paper destacat de la ciutat. Es convertí en un centre provincial, i l'activitat econòmica es reanimava. La construcció del Pont de Ruse-Giurgiu el 1954 i la ràpida industrialització donava una nova empenta al desenvolupament. Ruse emergia una altra vegada com un important centre econòmic, de transport, cultural, i educatiu. S'expandien l'enginyeria, les indústries químiques, i lleugeres; es construïa un gran port; i la ciutat es convertia en un centre universitari. Al cens de 1985, la població era de més de 186.000 habitants.
Durant els primers anys 1980, Ruse entrava en un període fosc de la seva història. La fàbrica Verachim fou construïda a Giurgiu, i va contaminar l'aire entre 1980 i 1987, causant un cert impacte en el desenvolupament de la ciutat. La població va disminuir, i 15.000 persones es traslladaren fora entre 1985 i 1992. Afortunadament, el 1987, la fàbrica romanesa cessava la contaminació, sota pressió d'organitzacions mediambientals i del lideratge comunista tant búlgar com romanès. Les organitzacions, com Ekoglasnost, provocaven manifestacions a escala nacional i fortament influïen la història de La República Popular de Bulgària en el seu canvi cap a la democràcia.
Durant els anys 1990, la crisi econòmica a Bulgària va afectar Ruse. La majoria de les companyies grans patien una forta decadència i la desocupació va augmentar, la qual cosa conduïa a ones d'emigració renovades. Des de 2000, la ciutat ha estat contínuament recobrant el seu anterior estatus principal.

## Població
Ruse és la cinquena ciutat més gran a Bulgària per població. Era la ciutat més poblada el 1880.
| Any                  | 1880   | 1887   | 1910   | 1934   | 1946   | 1956   | 1965    | 1975    | 1985    | 1992    | 2001    | 2006    | 2008    | 2011    |
| Població*            | 26.163 | 27.194 | 36.255 | 41.447 | 57.509 | 83.453 | 128.888 | 159.578 | 183.746 | 170.038 | 161.453 | 157.540 | 156.761 | 146.609 |
| Residents permanents |        |        |        |        |        |        |         |         |         |         | 190.798 | 177.104 | 175.374 | 173.205 |
| Residents censats    |        |        |        |        |        |        |         |         |         |         | 179.666 | 170.208 | 168.116 | 165.208 |

## Esport
El principal club esportiu de la ciutat és el club de futbol Dunav Ruse, que juga a l'estadi Gradski (Estadi Municipal).